# Amerykańska odmiana języka angielskiego
Amerykańska odmiana języka angielskiego (ang. American English, AmE) – zespół odmian języka angielskiego używanych na terenie Stanów Zjednoczonych. Mieszkańcy Kanady posługują się zbliżoną formą angielszczyzny, nazywaną angielszczyzną kanadyjską (CaE, Canadian English).
Istnieje ogólnoamerykański wzorzec standardowego języka angielskiego (General American) i dialekty regionalne: kalifornijski, utahski, bostoński, środkowo-zachodni i południowo-zachodni. Afroamerykanie posługują się własnym dialektem zwanym African American Vernacular English (AAVE), a Meksykanie – Chicano English i Spanglish.
Pierwszy słownik angielszczyzny amerykańskiej został wydany w 1828 r. przez Noaha Webstera.

## Fonetyka

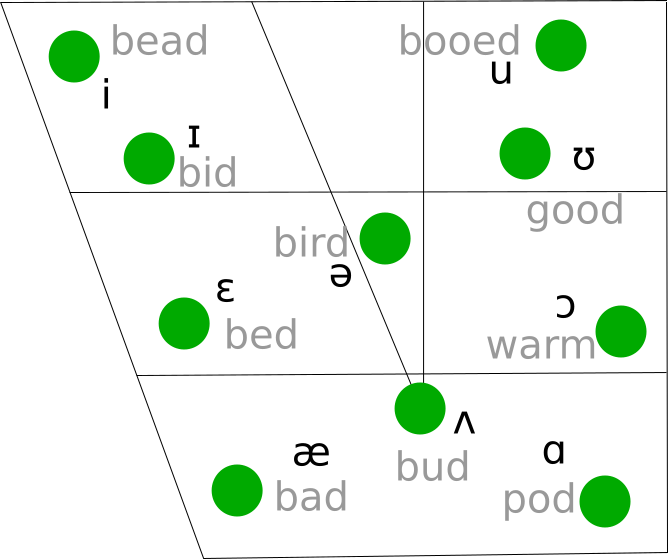
Samogłoski amerykańskiego angielskiego

Wymowa amerykańska jest bardziej konserwatywna niż brytyjska, tzn. zachowało się w niej wiele cech XVIII-wiecznej angielszczyzny brytyjskiej.
Istnieją dwa główne obszary różnic między Received Pronunciation a General American w zakresie wymowy. Pierwsza związana jest z rotyzacją, a druga z brakiem w GA samogłoski /ɒ/.
W odmianie amerykańskiej nie używa się dyftongów /ɪə/, /eə/, /ʊə/ ani długiej samogłoski /ɜː/, które odpowiadają połączeniu samogłoski i /r/, np. beard /bɪrd/, fare /fɛr/, dour /dʊr/. Ma to związek z rotycznością tych akcentów – GA jest akcentem rotycznym, a RP nierotycznym, gdzie /r/ występuje zasadniczo tylko w pozycji przed samogłoskami. Poza tym w amerykańskiej angielszczyźnie rozróżnienie między /eɪ/, /ɛ/ i /æ/ w pozycji przed /r/ jest często rozmyte, stąd np. Mary, merry i marry mogą brzmieć identycznie. Sama spółgłoska /r/ może w wymowie amerykańskiej być wymawiana w alternatywny dla RP sposób, z czubkiem języka cofniętym jeszcze dalej w głąb jamy ustnej (/ɻ/).
W kontekstach, gdzie w RP używane jest akcentowane /ɜː/ i nieakcentowane /ə/ w związku z niewymawianiem /r/, w GA występują samogłoski wykazujące rotyczność, odpowiednio /ɝ/ i /ɚ/. Porównaj: RP: bird /bɜːd/, early /ˈɜːli /, journey /ˈdʒɜːni/ /, later / ˈleɪtə/, solar /ˈsəʊlə/; w GA odpowiednio: /bɝd/, /ˈɝːli/, /ˈdʒɝni/, /ˈleɪt̬ɚ/, /ˈsoʊlɚ/. Natomiast w kontekstach, gdzie w RP używane są dyftongi centrujące w związku z niewymawianiem /r/, w GA wymawia się [ɹ] po samogłosce, np. here /hɪə/ w RP, ale /hɪɹ/ w GA.
Drugim obszarem zasadniczych różnic jest to, że w odmianie amerykańskiej nie ma samogłoski /ɒ/. Najczęściej jego odpowiednikiem jest /ɑː/, np. cod, bottle, spot, pocket. Jednak pewien podzbiór wymienia /ɒ/ na /ɔː/, np. across, gone, often, orange, porridge. Co więcej, coraz większa liczba osób posługująca się GA oraz większość używających odmiany kanadyjskej łączy /ɔː/ i /ɑː/, dla nich takie wyrazy jak cod, calm i cause będą miały taką samą samogłoskę /ɑː/.
Inną zasadniczą różnicą jest występowanie w odmianie amerykańskiej /æ/ tam, gdzie Brytyjczycy wymawiają /ɑː/, i tak słowa after, plant będą w RP wymawiane /ˈɑːftə/, /plɑːnt/ a w amerykańskim angielskim /ˈæftɚ/, /plænt/. Ta zmiana zwykle odbywa się w odpowiednim kontekście fonetycznym, a mianowicie, gdy następuje po niej bezdźwięczna spółgłoska szczelinowa lub też spółgłoska nosową, po której następuje inna spółgłoska.
Do dyftongów o długim ślizgu (przejściu) między tworzącymi je dźwiękami należy /oʊ/ (odpowiednik brytyjskiego /əʊ/) oraz /eɪ/ (wide dyphthongs). W amerykańskiej odmianie języka angielskiego pierwszy człon tych dwugłosek jest napięty, na nim opiera się artykulacja, a drugi człon jest rozluźniony, następuje nieznaczny ślizg. Niektórzy fonetycy, odnosząc się od amerykańskiej odmiany, zapisują te dwugłoski jako jednogłoski (monoftongi), tzn. /eɪ/ jako długie /e/ (/e:/) i /oʊ/ jako długie /o/ (/o:/), zwłaszcza w pozycji nieakcentowanej. W związku z tym niektórzy w przypadku słów beˈlow i ˈbellow w obu stosują zapis /oʊ/, inni sugerują rozróżnienie w nich /oʊ/ i /o/, a jeszcze inni uznają za satysfakcjonującą konwencję zapisu przez /o/ w transkrypcji fonemicznej w obu przypadkach. Może to jednak prowadzić do nieporozumień.
Spółgłoskę /l/ w odmianie amerykańskiej wymawia się jako ciemne l (ɫ) we wszystkich pozycjach, które brzmi jak dawne polskie ł w wymowie scenicznej i kresowej. Głoski /t/ i /d/ w pozycji po samogłosce, a jednocześnie przed nieakcentowaną samogłoską w normalnej szybkiej mowie są wymawiane właściwie tak samo i przypominają bardzo szybkie /d/; są wymawiane jako głoska [ɾ] (tzw. flap lub tap).
W amerykańskich akcentach obserwuje się zjawisko zwane Northern Cities Shift (przesuwka miast północnych), aczkolwiek zjawisko nie ogranicza się do występowania tylko tam. Dotyczy ona krótkich samogłosek, przede wszystkim /æ/, które staje się bliższe [ɛ], [ɛə], a nawet [e], [eə].

## Ortografia
Istnieje kilka różnic w pisowni wyrazów o specyficznych cechach, takich jak końcówka:
- Wyrazy zakończone w odmianie brytyjskiej na -our, w amerykańskiej kończą się na -or: parlor, color.
- Wyrazy zapożyczone z łaciny, mające w temacie ae i oe, w normatywnej ortografii amerykańskiej pisane są przez e: anemia, fetus, edema, estrogen.
- Wyrazy z podwójnym l mają tendencję do jego „gubienia” w amerykańskim zapisie councilor, chili, luibelous, hosteler, marvelous.
- Słowa zakończone w brytyjskim na -ence, zmieniają końcówkę na -ense: pretense, defense.
- Brytyjskie -ise w amerykańskim angielskim pisane jest -ize: recognize.
- ou ma tendencję przechodzenia w o lub u: mold, mustache.
- Niektóre wyrazy amerykańskie gubią q: check (bryt. cheque).

Inne zmiany mają charakter nieregularny (brytyjska wersja na pierwszym miejscu): buses → busses, carat → karat, gaol → jail, aeroplane → airplane, grey → gray, programme → program, plough → plow.
Angielszczyzna amerykańska ma również odrębne konwencje ortograficzne dla stylu nieformalnego, np. nite (night), hi (high), lo (low), thru (through).

## Gramatyka
Oto najważniejsze punkty rozbieżne między brytyjską a amerykańską gramatyką:

### Czasowniki
- W amerykańskim angielskim przeważa have nad have got. Na pytanie Do you have time? możliwa odpowiedź brzmi Yes, I do albo Yes, I have (odpowiednio odpowiedzi przeczące).
- Niektóre formy czasu przeszłego nie są używane w brytyjskiej angielszczyźnie, np. dove (czas przeszły od dive), preferowane są formy regularne, np. imiesłów burned zamiast burnt. Najbardziej rozpoznawalną formą będącą w użyciu tylko w amerykańskiej angielszczyźnie jest gotten (imiesłów bierny czasu przeszłego czasownika get).
- Czas Past Simple przeważa nad czasem Present Perfect, np. I just ate zamiast brytyjskiego I've just eaten.
- Czasownik modalny shall ustępuje will.
- Występują różnice w szyku frazy nominalnej, np. Hudson River w miejsce River Hudson, a half hour zamiast half an hour.
- W amerykańskim angielskim częstsze są formy trybu łączącego, np. I asked that she go w miejsce brytyjskiej konstrukcji bezokolicznikowej I asked her to go → Poprosiłem, by poszła; w częstszym użyciu jest were w formach trybu warunkowego.

### Fraza nominalna
- Różnice dotyczą również użycia przedimków: amerykańskie formy to in the hospital, in the future, podczas gdy standard brytyjski zaleca opuszczenie przedimka: in future, in hospital.
- W angielszczyźnie amerykańskiej nazwy zbiorowości występują częściej w liczbie pojedynczej, np. the government is, podczas gdy w przypadku poszczególnych członków rządu Brytyjczyk powiedziałby raczej the government are.
- Istnieje kilka różnic w użyciu przyimków i przysłówków: amerykańskie wyrażenia to np. I'll go momentarily (brytyjskie: in a moment), real good (really good, backward (backwards). It is twenty of four (It's twenty to four), It's five after eight (It's five past eight), I'll see you over the weekend (I'll see you at the weekend), Monday through Friday (Monday to Friday inclusive) itp.

## Słownictwo
Niektóre słowa istnieją tylko w amerykańskim angielskim, niektóre wyłącznie w angielskim, niektóre zaś stały się częścią standardu międzynarodowego, np. słowo Congress opisuje parlament amerykański, a Parliament brytyjski. Do tego standardu klasyfikuje się słownictwo prawnicze, podobne w obu krajach, choć znaczenie tych słów jest inne, np. jury, juvenile. Pozostałe słowa, niepasujące do tego podziału reprezentują wiele kategorii semantycznych. Są to m.in.:
- niektóre słowa odnoszące się do różnic kulturowych, które nie weszły do standardu światowego, np. Ivy League, Groundhog Day, A-levels, VAT. Nie mają one ekwiwalentu w innych odmianach języka.
- słowa mające odpowiednik w innej odmianie języka: current account → checking account, estate car → station wagon
- słowa mające dodatkowe synonimy poza standardem międzynarodowym, np. pharmacy występuje w obu językach, ale amerykańska odmiana języka jest bogatsza o synonim drugstore, brytyjska – chemist's
- słowa spoza standardu międzynarodowego z różnym znaczeniem w obu odmianach: amerykańskie flyover to brytyjskie flypast, brytyjskie flyover to amerykańskie overpass
- słowa pojawiające się z różną częstotliwością: flat i apartment istnieją w obu językach, pierwsze jest częstsze w brytyjskim angielskim, drugie – w amerykańskim.

Przykłady różnic w słownictwie brytyjskim i amerykańskim:
| polski                 | angielski (Wielka Brytania)    | angielski (Stany Zjednoczone)    |
| ---------------------- | ------------------------------ | -------------------------------- |
| wakacje                | holiday                        | vacation                         |
| winda                  | lift                           | elevator                         |
| chodnik                | pavement                       | sidewalk                         |
| cysterna               | tanker                         | tank truck                       |
| szafa                  | wardrobe                       | closet                           |
| piłka nożna            | football                       | soccer                           |
| komisariat policji     | police station                 | police department                |
| remiza strażacka       | fire station                   | fire department                  |
| tłumik (w pistolecie)  | silencer                       | muffler                          |
| toaleta                | lavatory, toilet               | restroom                         |
| wyjście                | way out                        | exit                             |
| kolejka ludzi          | queue                          | line                             |
| wózek sklepowy         | shopping trolley               | shopping cart                    |
| metro                  | underground, tube              | subway                           |
| przejście podziemne    | subway                         | underpass                        |
| bankomat               | cash machine/point, dispenser  | ATM (Automated Teller Machine)   |
| jesień                 | autumn                         | fall                             |
| piętro                 | floor, storey                  | floor, story                     |
| mikser                 | food mixer, liquidizer         | blender                          |
| sokowirówka            | juice extractor                | juicer                           |
| kogut                  | cock                           | rooster                          |
| gniazdko elektryczne   | socket, power point            | electrical outlet                |
| gabinet kosmetyczny    | beauty salon                   | parlor                           |
| kubeł na śmieci        | dustbin                        | garbage can (garbage pail)       |
| kontener na śmieci     | skip                           | dumpster                         |
| kosz na odpady biurowe | wastepaper basket              | wastebasket                      |
| śmieci                 | rubbish (litter)               | garbage (trash)                  |
| kran                   | tap                            | faucet                           |
| film                   | film                           | movie                            |
| kino                   | cinema                         | (movie) theater                  |
| gabinet                | surgery                        | office                           |
| sklep                  | shop                           | store                            |
| skrzynka pocztowa      | letter-box                     | mailbox                          |
| apteka                 | pharmacy, chemist’s            | pharmacy, drugstore              |
| lekarstwa              | medicine                       | drug                             |
| narkotyk               | drug                           | (illegal) drug, narcotic         |
| budka telefoniczna     | call box, (tele)phone box      | (tele)phone booth                |
| Bliźni (rel.)          | neighbour                      | fellowman                        |
| pionek                 | draughtsman                    | checker                          |
| cukierek               | sweet                          | candy                            |
| frytki                 | (potato) chips                 | (French) fries                   |
| zamek błyskawiczny     | zip fastener                   | zipper                           |
| spodnie                | trousers                       | pants                            |
| podkoszulek            | vest                           | undershirt                       |
| kamizelka              | waistcoat                      | vest                             |
| anestezjolog           | anesthesiologist               | anesthetist                      |
| chipsy                 | crisps                         | chips                            |
| pasmanteria            | haberdashery                   | dry goods                        |
| grilować w piekarniku  | to grill                       | to broil                         |
| grzywka                | fringe                         | bangs                            |
| parter                 | ground floor                   | first floor                      |
| pierwsze piętro        | first floor                    | second floor                     |
| ubezpieczenie na życie | life assurance                 | life insurance                   |
| plaster opatrunkowy    | plaster                        | Band-Aid                         |
| Ostatki                | Pancake Day                    | Shrove Tuesday                   |
| gumka do ścierania     | rubber                         | eraser                           |
| ogród na tyłach domu   | back garden                    | backyard                         |
| cmentarz               | cemetery                       | cemetery, graveyard              |
| złomowisko             | scrap yard                     | junkyard                         |
| poczta głosowa         | machine                        | voicemail                        |
| latarka                | torch                          | flashlight                       |
| tel. komórkowy         | mobile (phone)                 | cell (phone)                     |
| pendrive               | memory stick                   | flash drive                      |
| szkoła podstawowa      | primary school (junior school) | elementary school (grade school) |
| konduktor (w pociągu)  | guard                          | conductor                        |
| maszynista (kolej)     | train driver, train operator   | railroad engineer                |
| na wynajem             | to let                         | for rent                         |
| gumowce                | Wellington boots               | rain boots                       |

### Różnice w terminologii motoryzacyjnej
Różnice w nazewnictwie między amerykańskim i brytyjskim angielskim:
Inne przykłady różnic leksykalnych w terminologii motoryzacyjnej:
| polski          | angielski (Wielka Brytania) | angielski (Stany Zjednoczone) |
| --------------- | --------------------------- | ----------------------------- |
| ciężarówka      | lorry                       | truck                         |
| parking         | car park                    | parking lot                   |
| autostrada      | motorway                    | highway, freeway, expressway  |
| benzyna         | petrol                      | gas, gasoline                 |
| stacja paliwowa | filling/petrol station      | gas station                   |
| opona           | tyre                        | tire                          |